# Пандора Шмакева
Пандора Христова Шмакева е българска учителка и революционерка, деятелка на Вътрешната македоно-одринска революционна организация.

## Биография
Родена е в 1884 година в град Прилеп, тогава в Османската империя. Става българска учителка и преподава 7 години в различни селища в Македония. Същевременно взима дейно участие в националноосвободителните борби на българите в Македония, като влиза във ВМОРО. Като учителка във Ваташа е арестувана за революционна дейност и в Солун е осъдена на тъмничен затвор, лежи в Йеди куле.
На 18 март 1943 година като жителка на Прилеп подава молба за българска народна пенсия, която е одобрена и пенсията е отпусната от Министерския съвет на Царство България.